# مانويل غارسيا (متسابق بياثل)
مانويل غارسيا (بالإسبانية: Manuel García)‏ هو متسابق بياثل إسباني، ولد في 20 أبريل 1955 في لا غودينيا في إسبانيا.

## وصلات خارجية
- مانويل غارسيا على موقع IBU (الإنجليزية)
- مانويل غارسيا على موقع أوليمبيديا (الإنجليزية)